# Uromys anak
Uromys anak és una espècie de mamífer rosegador de la família dels múrids. Viu a altituds d'entre 850 i 3.000 msnm a Indonèsia i Papua Nova Guinea. El seu hàbitat natural són els boscos primaris humits tropicals i els boscos pertorbats. És una espècie en risc mínim, és a dir, no sembla que hi hagi cap amenaça significativa per a la seva supervivència. El seu nom específic, anak, es refereix a un personatge de la Bíblia hebrea.